# Enicurus leschenaulti
Torrenteiro-de-testa-branca ou torrenteiro-de-coroa-branca (Enicurus leschenaulti) é uma espécie de ave da família Muscicapidae.
Pode ser encontrada nos seguintes países: Bangladesh, Butão, Brunei, China, Índia, Indonésia, Laos, Malásia, Myanmar, Tailândia e Vietname.
Os seus habitats naturais são: florestas subtropicais ou tropicais húmidas de baixa altitude e regiões subtropicais ou tropicais húmidas de alta altitude.